# Rostarzewo

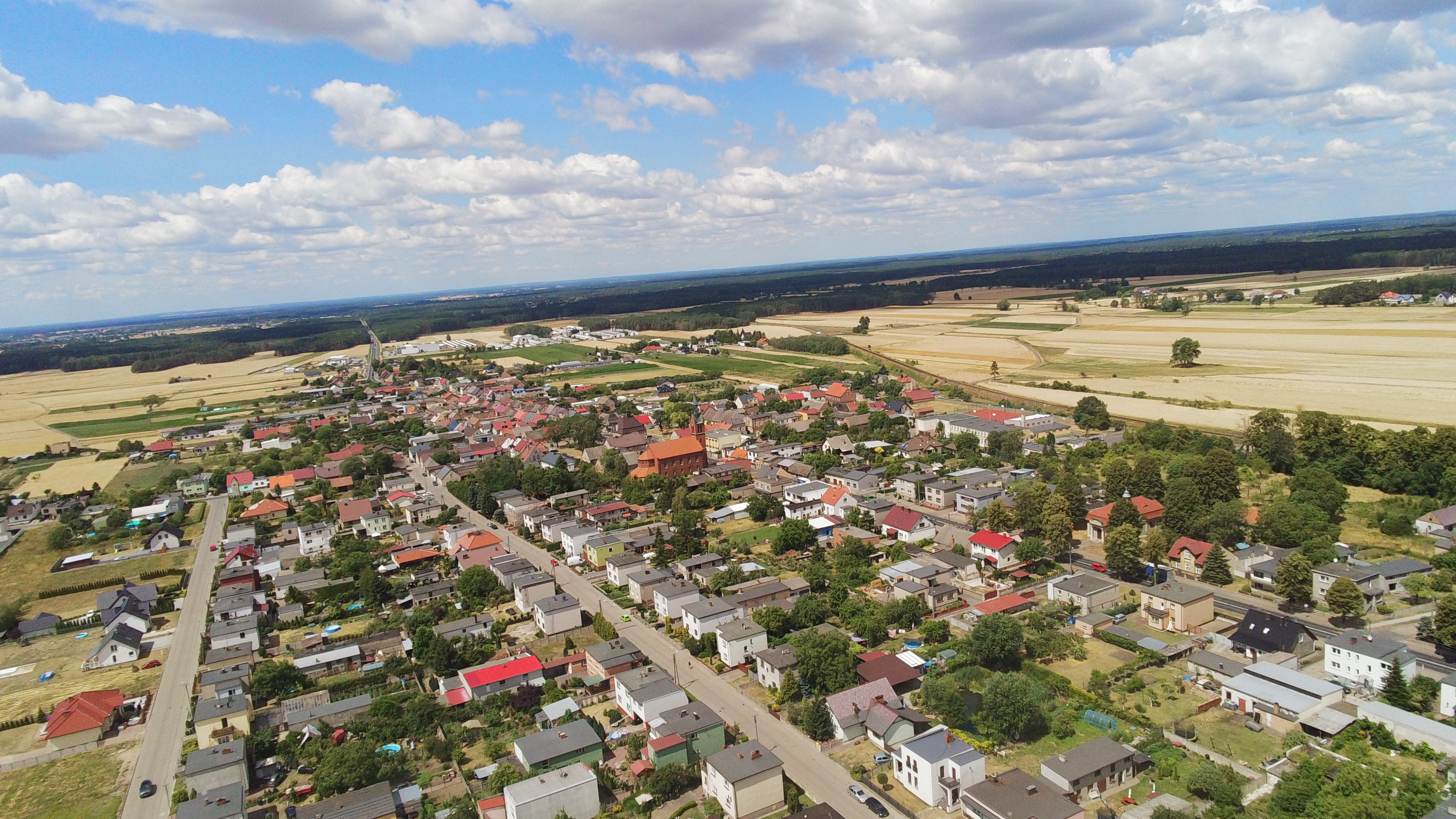
zdjęcie Rostarzewa wykonane z drona

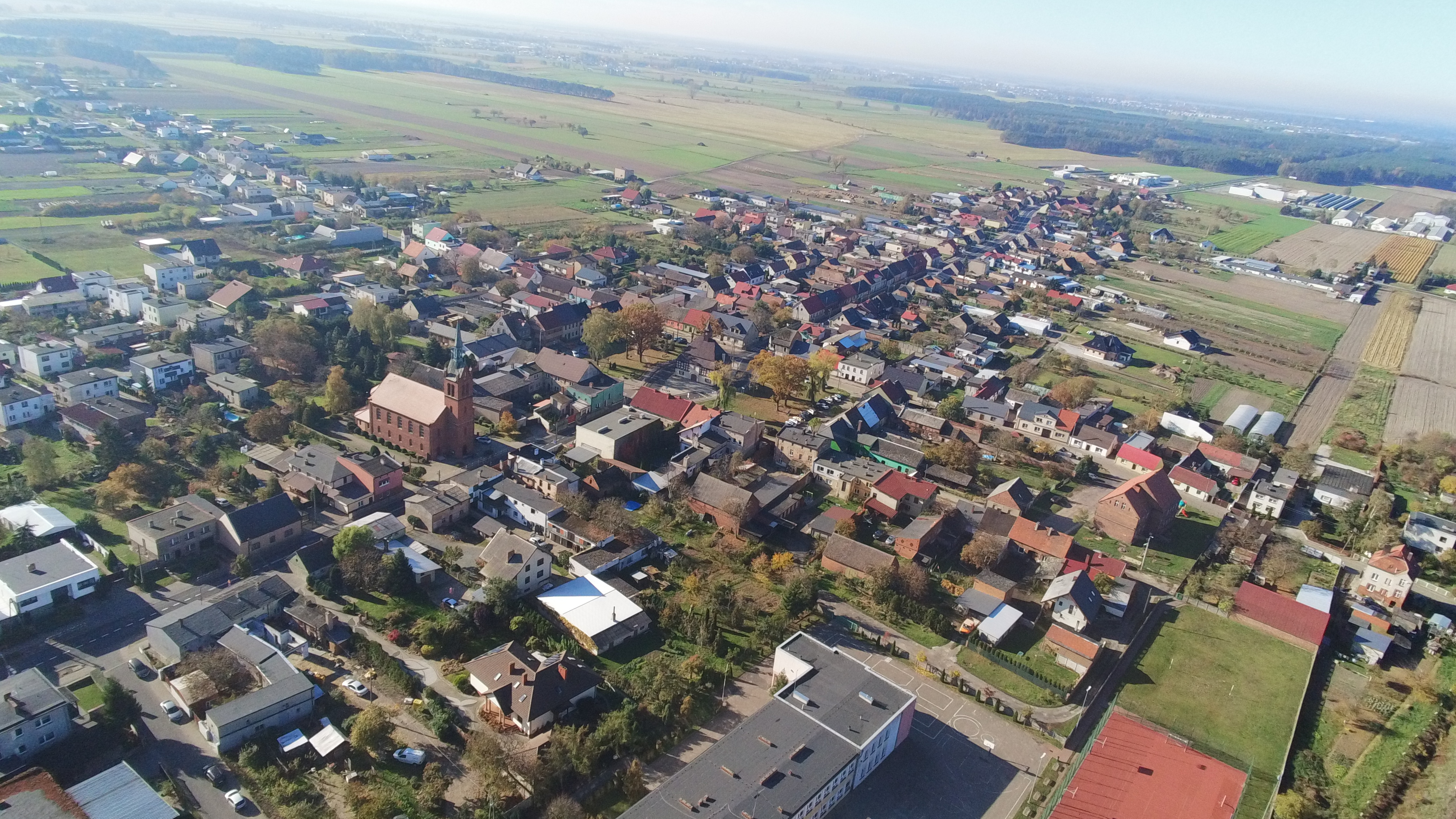
Rostarzewo z lotu ptaka Październik 2019

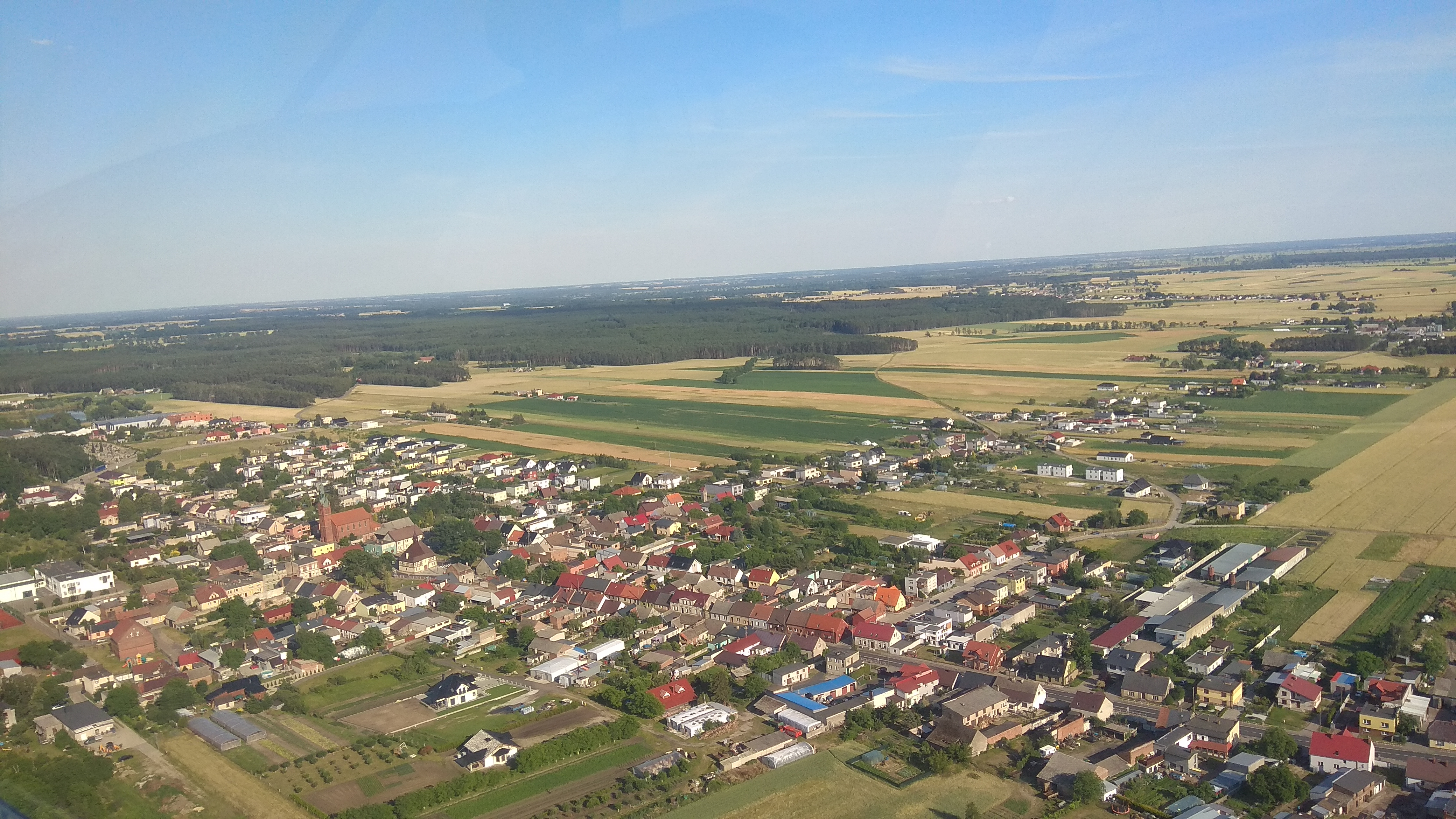
Rostarzewo zdjęcie lotnicze

Rostarzewo (hist. Rzeszotarzewo, niem. Rothenburg an der Obra) – wieś w Polsce, położona w województwie wielkopolskim, w powiecie grodziskim, w gminie Rakoniewice, dawne miasto w latach 1752–1934. Przed reformą administracyjną z 1975 roku Rostarzewo należało (wraz z gminą Rakoniewice) do powiatu wolsztyńskiego. W latach 1975–1998 miejscowość administracyjnie należała do województwa poznańskiego.

## Nazwa
Miejscowość pierwotnie związana była z Wielkopolską. Ma metrykę średniowieczną i istnieje co najmniej od końca XIV wieku. Pierwotnie nazywała się Rzeszotarzewo. Po raz pierwszy wymieniana w łacińskim dokumencie z 1379 jako Rzesotarzewo, 1388 Rzeszotarzevo, 1389 Rzessotharzevo, 1391 Rzeszetarzewo, 1394 błędnie Szrethetarzewo, 1399 Rresszotharzewo, 1400 Rzeszotharzevo, 1401 Rzesszetharzewo, 1401 kop. 1551 Rzesstarzewo, 1406 Rzeschotarzewo, Rzeszotarzewo, 1422 Rzessotarzewo, 1424 Rzessotarzewo, Rzeschotharzewo, 1427 Rzesotharzewo, 1429 Rzessotharzewo, 1432 Rzessatharzewo, 1448 Rzeszotharzewo, 1480 Ressatorzewo, 1510 Rrzeschotarzewo, 1514 Rzeschatarzewo, 1525 Rzeschtarzewo, 1543 Rzestharzewo, 1551 Rzesztarzewo, II połowa XVI w. Rzesstarzewo, 1563 Restarzewo, 1564 Rzeszotarzeuo.
Pierwotna nazwa Rzeszotarzewo prawdopodobnie wywodzi się on nazwy rzeszoto czyli sito oznaczające narzędzie do oddzielania od siebie części mniejszych i większych danej substancji lub przedmiotów. Oznaczała ona miejsce wyrobu rzeszot czyli sit. W 1580 została ona uproszczona do Restarzewa.

## Historia
Tereny, na których leży miejscowość były jednak zasiedlone wcześniej niż odnotowują to archiwalne, historyczne dokumenty. Archeolodzy znaleźli na nich fragmenty naczyń z okresu 1100-1250 oraz późniejsze. Natomiast miejsce uznawane dawniej za grodzisko jest naturalnym wzgórzem piaszczystym w znacznej mierze wyeksploatowanym
Miejscowość była własnością szlachecką należącą do lokalnej szlachty wielkopolskiej z rodu Rzeszotarzewskich herbu Samson, którzy od nazwy wsi utworzyli swoje odmiejscowe nazwisko. W 1551 miejscowość przeszła w ręce Tłockich, później Hersztopskich, Żegockich i Malczewskich. W 1444 miejscowość leżała w powiecie kościańskim w Koronie Królestwa Polskiego. Do 1401 należała do parafii Komorowo. W 1401 stała się siedzibą własnej parafii. W 1510 należała do dekanatu Grodzisk.
W latach 1379–1422 dziedzicem we wsi był Wojciech Rzeszotarzewski. W 1379 występował jako świadek w dokumencie starosty generalnego Wielkopolski Domarata z Pierzchna. W latach 1401–1432 majątek odziedziczył syn Wojciecha -Szczepan Rzeszotarzewski. W tym roku Wojciech i Szczepan Rzeszotarzewscy uposażyli kościół parafialny we wsi i dali plebanowi dwa łany oraz przydzielili mu dwóch zagrodników, którzy mieli być na nich lokowani, a także karczmę, łąkę przy drodze z Rzeszotarzewa do Tuchorzy oraz dziesięciny snopowe z folwarków w Rzeszotarzewie i Tuchorzy. Dziedzice Rzeszotarzewa zobowiązali się również do wybudowania murowanego dworu oraz domu mieszkalnego. Kościół parafialny we wsi pod wezwaniem św. Wojciecha i Katarzyny w 1401 erygował biskup poznański Wojciech Jastrzębiec zatwierdzając jego uposażenie, a do parafii wcielił wsie Rzeszotarzewo oraz Golę, które odłączył od parafii Komorowo, oraz wieś Tuchorzę, którą odłączył od parafii w Zbąszyniu.
Dokumenty historyczne odnotowują również zwykłych mieszkańców wsi. W 1391 odnotowano spór sądowy kmiecia Andrzeja z Rzeszotarzewa z Piotrem z Rozwarowa o bydło wartości 10 grzywien. W 1421 odnotowany został Łączek sługa Jana Rzeszotarzewskiego. W 1429 Wojciech kmieć z Rzeszotarzewa toczył proces z Wyszomirem Bodeckim z Bucza. W 1496 odnotowany został kmieć Piotrek, karczmarz Piotr, a także łany opuszczone zwane Gajewski, Lawinowski i Chrośliński. W 1572 odnotowano kmieci: Jantosza, Papieża, Wosieka Paroliesa, Kortosza, Czecha, Dibala, Grzegorza, a także zagrodników: Stacha Owczarków, Maćka Wszędibelona, Jakuba, Maćka Mieczałeka, Setka, Janosa, a także chałupkę zwaną Maślankowa, w której siedział zagrodnik oraz płosę zwaną Włostkowską.
Miejscowość odnotowały historyczne rejestry podatkowe. W 1563 miał miejsce pobór od 4 łanów, a z połowy łana od 3 lat nie płacono, a od roku łan ten nie był uprawiany. Pobrano także podatki od rzemieślnika oraz od karczmy dorocznej. W 1566 miał miejsce pobór od 4 łanów, rzemieślika, karczmy dorocznej oraz od 6 zagrodników. W latach 1580–1583 pobór zapłacił Łukasz Herstopski oraz Baltazar Tłocki. W 1581 pobrano podatki z części Łukasza Herstopskiego od 2 łanów, 4 zagrodników, młyna walnika o jednym kole, a z części należącej do Baltazara Tłockiego od 1,5 łana, 4 zagrodników, dwóch komornika.
W 1583 Baltazar Tłocki zapisał swojej żonie Annie z domu Wielżyńskiej po 2200 złotych posagu oraz wiana na połowie Rzeszotarzewa, a wspomniana Anna wydzierżawiła temu Baltazarowi połowę wsi Rzeszotarzewa oraz połowę Starego Młyna stojącego na rzece Dojca. W 1618 we wsi urodził się Krzysztof Jan Żegocki, który zasłynął jako organizator partyzantki przeciwko wojskom szwedzkim podczas tzw. potopu szwedzkiego. Kiedyś ówczesne miasto było w innym miejscu, ale przez panującą epidemię zostało przebudowane dalej. Z tamtych czasów zachowały się figury aniołów stojące obecnie w poniemieckim kościele parafialnym. 
27 sierpnia 1752 Prawa miejskie nadał  wsi król polski August III Sas, kiedy to właścicielem jej był Maciej Malczewski. Wkrótce potem, w 1768 wybudowano istniejący do dziś ratusz, pełniący także funkcję komory celnej. 
Wskutek II rozbioru Polski w 1793 wieś przeszła pod władanie Prus i jak cała Wielkopolska znalazła się w zaborze pruskim. Pod koniec XIX wieku w miejscowości przeważała ludność wyznania protestanckiego, z niewielkim odsetkiem katolików i żydów.
W czasie II wojny światowej Niemcy przeprowadzili we wsi akcję wysiedleńczą o nazwie Heim ins Reich. Podczas okupacji z miejscowości miały miejsce wysiedlenia Polaków. Niemcy wysiedlili 27 rodzin liczących 110 osób, w tym dorosłych 63, z tego 35 kobiet i 28 mężczyzn, młodzieży męskiej i żeńskiej w wieku 14-18 lat 13 osób, dzieci poniżej lat 14–34.

## Edukacja
W Rostarzewie istnieje szkoła im. Krzysztofa Żegockiego, oficjalnie określana jako Zespół Przedszkolno-Szkolny w Rostarzewie, obsługująca Rostarzewo i okoliczne miejscowości (Stodolsko, Głodno, Cegielsko, Łąkie).

## Gospodarka
We wschodniej części Rostarzewa do niedawna działały dwie cegielnie.

## Organizacje lokalne
W miejscowości działa m.in. Ochotnicza Straż Pożarna w Rostarzewie, klub piłkarski MKS Orzeł Rostarzewo, Młodzieżowa Orkiestra Dęta oraz lokalny serwis informacyjny tworzony przez mieszkańców – Rostarzewo.pl.

## Zabytki
Na listę zabytków jest wpisany zachowany układ urbanistyczny dawnego miasta z II połowy XVIII wieku i XIX wieku.
Ochronie podlegają także:
- barokowy ratusz w Rostarzewie – zbudowany w 1768[8][9][10][15][a], restaurowany 1954. Murowany, otynkowany, na kamiennej podmurówce. Na planie zbliżonym do kwadratu, jednopiętrowy, częściowo podpiwniczony. Na osiach obu głównych elewacji, trzyokiennych, lekko zrytualizowanych, bramy przejazdowe wiodące do sieni na przestrzał budynku. Między parterem a piętrem gzyms kordonowy profilowany. Okna prostokątne. Dach wysoki, polski łamany, czterospadowy, pokryty gontem, Na dachu czworoboczna wieżyczka zegarowa, zwieńczona stożkowym daszkiem z kulą i chorągiewką z datą 1768. W roku 2015 ratusz został gruntownie odrestaurowany. Przepadł jednak zabytkowy mechanizm zegara, ściągnięty z wieży wiele lat przed remontem.
- Kościół Matki Bożej Nieustającej Pomocy – neoromański kościół filialny, wybudowany jako świątynia ewangelicka w 1866 roku. Po 1945 poświęcony i użytkowany przez rzymskokatolicką parafię św. Józefa[16].

## Znani ludzie urodzeni lub mieszkający w Rostarzewie
- Florian Andrzejewski (kolarz)
- Krzysztof Jan Żegocki
- Jan Jensch (1911-1944, dowódca oddziału AK w Kosowie Lackim)[17]
- Hieronim Szczegóła - historyk, nauczyciel akademicki związany z Uniwersytetem Zielonogóskim, wieloletni rektor WSP w Zielonej Górze w latach 1971–1975, 1981–1984 i 1986–1999

## Transport
Przez wieś przebiega droga krajowa nr 32 Stęszew – Wolsztyn – Zielona Góra – Gubin i linia kolejowa nr 357 (Wolsztyn – Grodzisk Wlkp. – Poznań), z przystankiem osobowym Rostarzewo w północno-wschodniej części wsi obsługiwanym przez pociągi spółki Koleje Wielkopolskie.